# اوبژژ
اوبژژ (به لاتین: Ubrzeż) یک روستا در لهستان است که در Gmina Łapanów واقع شده‌است.